# Vẹt đuôi ngắn
Psittinus cyanurus là một loài vẹt trong họ Psittacidae.